# 金子道人
金子道人（日语：金子 道人，1981年8月24日—）是一名日本調酒師，曾榮獲世界最佳調酒師稱號。

## 經歷
金子道人出生於陶藝藝術家家庭，高中就讀餐飲科。在成為調酒師之前，曾擔任廚師與建築工人。從和歌山市的Bar Tender開始調酒師職涯，之後奔波兩地，同時於奈良市藤田飯店裡的Bar Old Time工作。2011年12月，LAMP BAR於奈良縣奈良市開業；2015年1月搬遷至現址經營至今，該酒吧獲得亞洲50大酒吧評鑑及亞洲50大探索評鑑。
2014年第一次參加日本區帝亞吉歐World Class調酒師競賽，止步十強；2015年6月獲得該賽事日本區冠軍，同年8月，從全球四萬多名調酒師中脫穎而出，拿到World Class世界總冠軍，贏得全球年度最佳調酒師稱號，比賽地點位於非洲南非開普敦
金子道人視渡邉匠為其雞尾酒導師。另有一本中文書籍談論關於兩人的雞尾酒創作《日本雞尾酒》。

## 商品
與新加坡酒吧Jigger&Pony的營運總監Aki Eguchi共同推出清酒香艾酒品牌Japanese Sake Vermouth。

## 獎項
- Diageo World Class Bartender Competition 日本總冠軍（2015）
- Diageo World Class Bartender Competition 世界總冠軍（2015）